# US Tshinkunku
El US Tshinkunku es un equipo de fútbol de la República Democrática del Congo que pertenece a la Linafoot, la liga de fútbol más importante del país.

## Historia
Fue fundado en 1959 en la localidad de Kananga. No es un equipo que haya conseguido muchos títulos, ya que solo ha ganado la Linafoot en una ocasión en 1985, el torneo de copa lo ganó una vez en el año 2011 y la copa regional la ha ganado tres veces.
A nivel internacional ha clasificado a dos torneos continentales, de los cuales su mejor participación fue en la Copa Confederación de la CAF del año 2012, donde alcanzó la segunda ronda.

## Palmarés
- Linafoot: 1

1985
- Liga Provincial Kasaï-Occidental: 3

2006, 2007, 2008
- Copa de Congo: 1

2011

## Participación en competiciones de la CAF
| Temporada | Torneo                            | Ronda | Club           | Casa | Visita | Global |
| --------- | --------------------------------- | ----- | -------------- | ---- | ------ | ------ |
| 1986      | Copa Africana de Clubes Campeones | 1     | AS Inter Star  | 1-1  | 1-2    | 2-3    |
| 2012      | Copa Confederación de la CAF      | 1     | Royal Leopards | 1-2  | 1-1    | 2-3    |